# 玉里社
玉里社（俗稱玉里神社）是臺灣日治時期所建的神社，位於花蓮港廳玉里郡玉里街（花蓮縣玉里鎮），2008年7月23日由花蓮縣政府以「玉里社殘蹟」的名義指定為縣定古蹟。而在1939年的《玉里郡要覽》中提到玉里郡沒有「神社」（指社格在無格社以上的神社），但有玉里、春日、觀音山三社。
目前神社遺跡留有2座鳥居、17座石燈籠與參拜道等，並有一座表忠碑，在花蓮縣境內現存的神社遺址之中可說是保有相當多的文物。

## 沿革
玉里社於昭和三年（1928年）舉行鎮座式，由於當地距離花蓮港街（今花蓮市）與臺東街（今臺東市）都有相當的距離，故委託巡查等警察人員負責掌管神社相關事務，而非由其他神社神職人員管理。日治時期在一些重要場合、警察隊征伐附近布農族等原住民、男子服兵役出征時，都會到玉里社舉辦祈福活動。

## 圖片

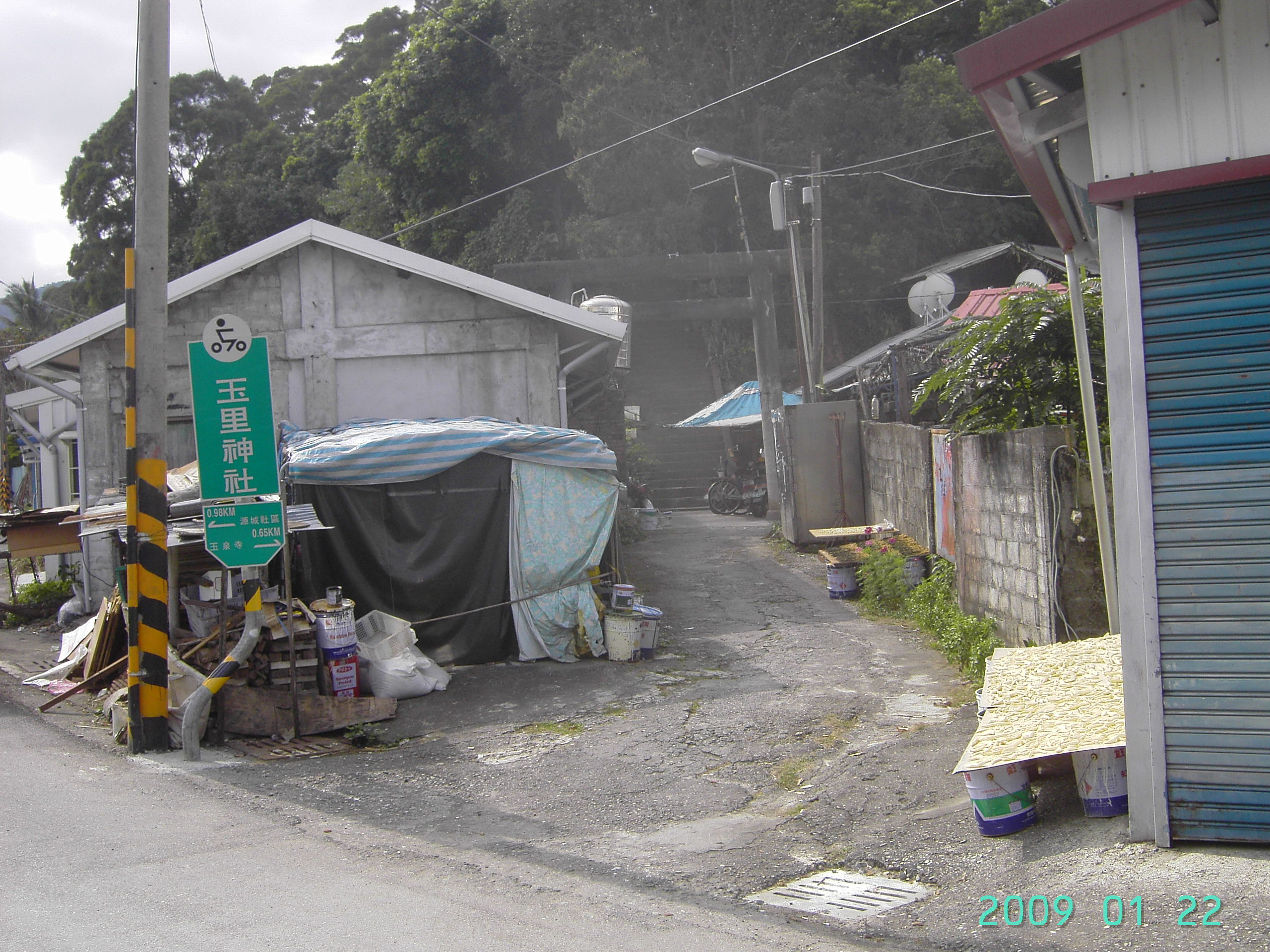
玉里神社告示牌
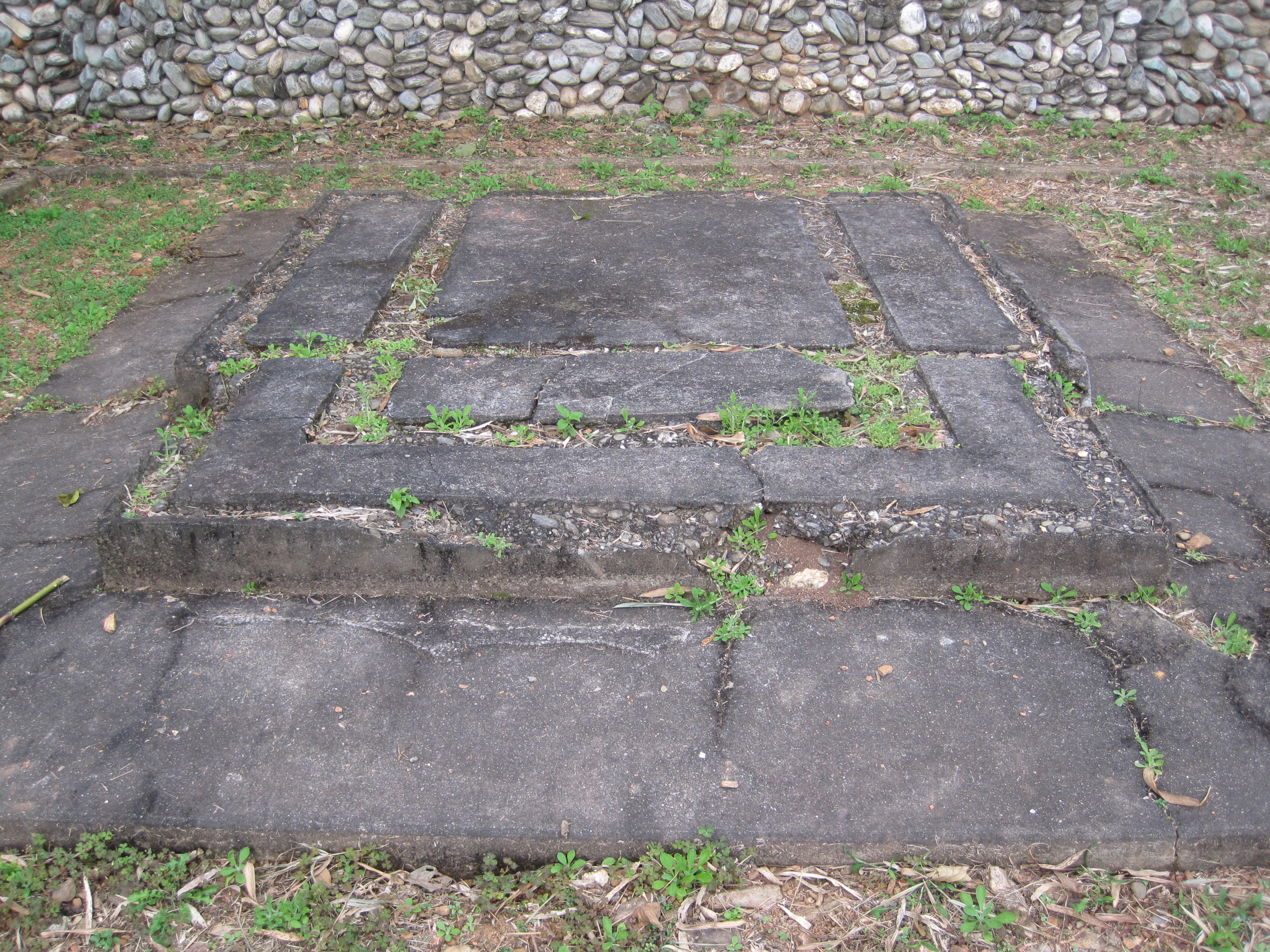
正殿遺跡
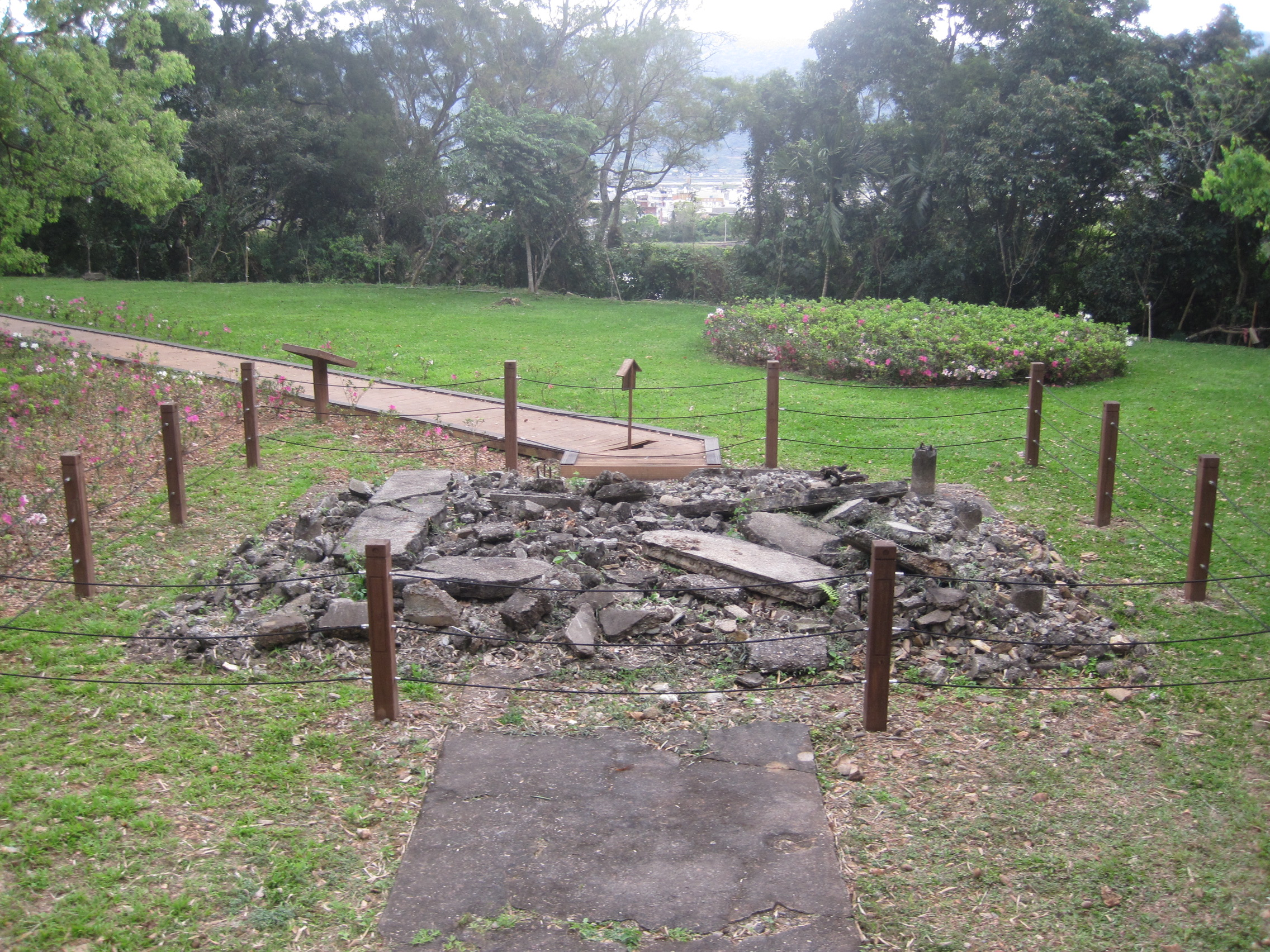
拜殿遺跡
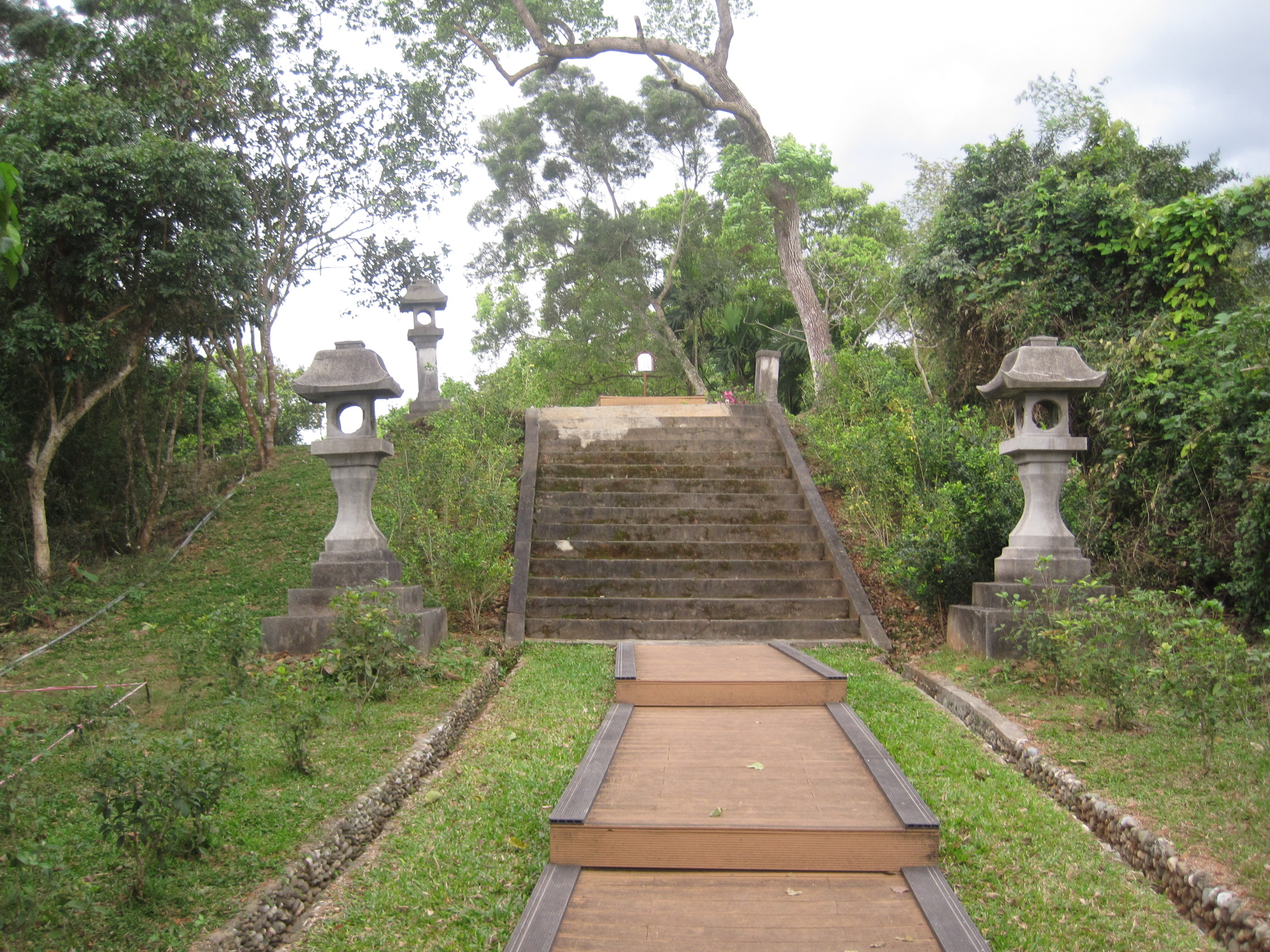
參道與石燈籠
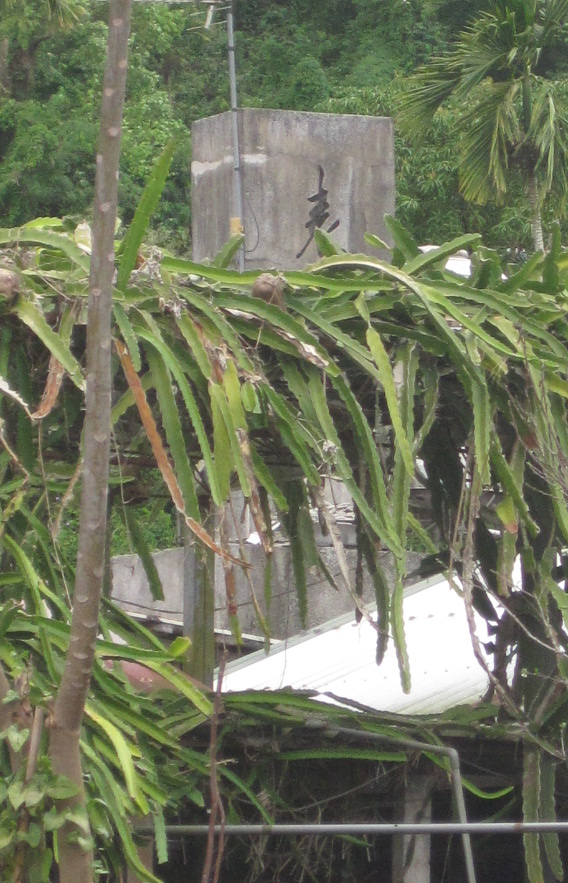
紀念因理蕃或病故之殉職警察的表忠碑
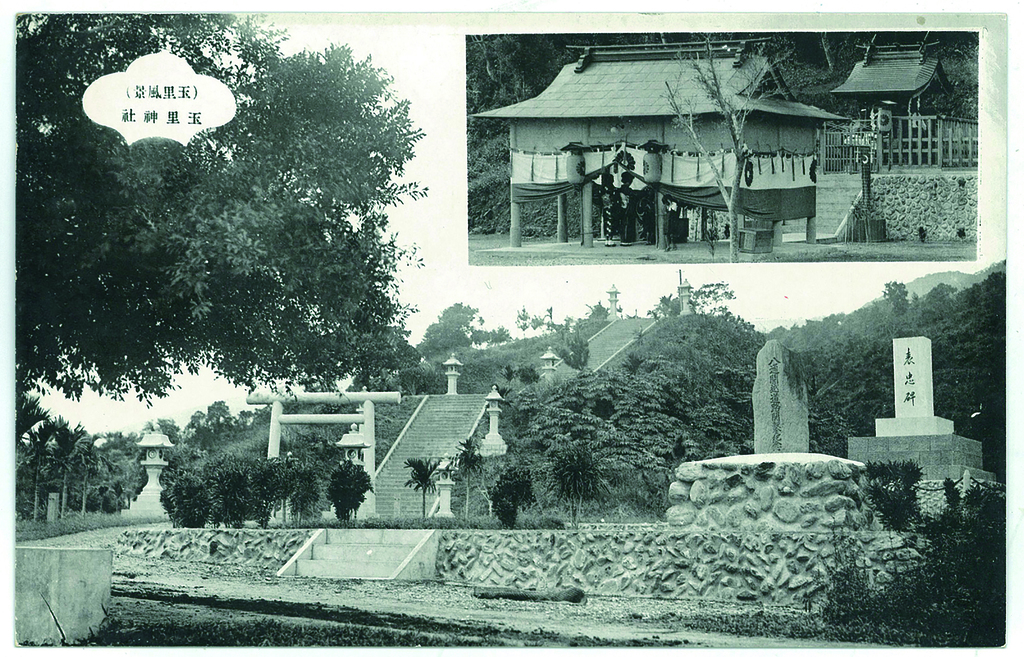
昭和11年（1936）玉里神社